# Placer (Masbate)
Placer ist eine philippinische Stadtgemeinde in der Provinz Masbate. Sie hat 55.826 Einwohner (Zensus 1. August 2015).

## Baranggays
Placer ist politisch in 35 Baranggays unterteilt.
| - Aguada - Ban-Ao - Burabod - Cabangcalan - Calumpang - Camayabsan - Daanlungsod - Dangpanan - Daraga - Guin-Awayan - Guinhan-Ayan - Katipunan | - Libas - Locso-An - Luna - Mahayag - Mahayahay - Manlut-Od - Matagantang - Naboctot - Nagarao - Nainday - Naocondiot - Pasiagon | - Pili - Poblacion - Puro - Quibrada - San Marcos - Santa Cruz - Taboc - Tan-Awan - Taverna - Tubod - Villa Inocencio |